# Ebru Özkan
Ebru Ozkan (Ankara, Turquía; 18 de noviembre de 1978) es una actriz y modelo turca.

## Biografía
Ebru Ozkan nació en Ankara, Turquía el 18 de noviembre de 1978. Poco después de su nacimiento la familia se trasladó a la ciudad de Nevsehir Hacıbektaş. Ella hizo su debut en 2006 gritar en Kabuslar Evi: Bir Kis Masalı: más tarde protagonizó Kara Inci 2007, y en el 2010 apareció en la serie de televisión Çınar ağacı. Se hizo popular por la serie turca Scombros Paramparça, donde aparece junto a los famosos actores turcos Erkan Petekkaya y Barış Falay. Prosiguió su carrera en el cine con la película  Memorias del viento (2013), con Tuba Büyüküstün. En 2014 protagonizó Not Defteri, nueva versión de la película The Notebook, que en 2004 protagonizaron Rachel McAdams y Ryan Gosling.

## Vida personal
En 2013 comenzó una relación sentimental con el actor Ertan Saban y en el año 2016 se casaron.Tienen una hija nacida en enero de 2018 llamada Biricik Saban.

## Filmografía
| Televisión | Televisión             | Televisión                        |
| Año        | Título                 | Papel                             |
| ---------- | ---------------------- | --------------------------------- |
| 2006       | Gözyaşı Çetesi         | Deniz                             |
| 2007       | Kara İnci              | Seçil                             |
| 2009       | Güldünya               | Duru                              |
| 2009-2010  | Hanımın Çiftliği       | Halide Dinçaslan                  |
| 2011       | Anneler ile Kızları    | Defne                             |
| 2012       | Hayatımın Rolü         | Ela                               |
| 2014       | Not Defteri            | Suna                              |
| 2014-2017  | Paramparça             | Dilara Gürpınar/Terzioğlu/Erguvan |
| 2018       | Şahin Tepesi           | Melek Özden                       |
| 2019-2021  | Hekimoğlu              | İpek Tekin                        |
| 2022       | Hakim                  | Yasemin Kaner                     |
| 2022-      | Ben Bu Cihana Sığmazam | Leyla Türk                        |
| Año        | Título                 | Papel                             |
| 2006       | Kabuslar Evi           | Melisa                            |
| 2011       | Çınar Ağacı            | Berrin                            |
| 2015       | Rüzgarın Hatıraları    | Leyla                             |
| 2020       | Turkler Geliyor        | Mara                              |